# Elvira Osirnig
Elvira Osirnig (* 14. März 1908 in Silvaplana, Kanton Graubünden; † 7. Februar 2000 in Baar, Kanton Zug) war eine Schweizer Skirennfahrerin. Sie gehörte zwischen 1933 und 1945 der Schweizer Nationalmannschaft an und gewann bei den Weltmeisterschaften 1936 in Innsbruck zwei Silbermedaillen. Während ihrer zwölfjährigen Karriere erreichte sie rund 200 Rennsiege und Podestplätze.

## Biografie

### Kindheit und Jugend
Elvira Osirnig wuchs gemeinsam mit zwei Schwestern in einem bürgerlichen Haus in Silvaplana im Oberengadin auf. Ihr Vater war Ingenieur und betrieb ein Elektrizitätswerk, mit dem er das Tal bis hinauf nach Maloja versorgte. Nach dem frühen Tod der Mutter beschäftigte er Hauslehrerinnen, die seinen Töchtern zusätzlich zur Bildung in der Dorfschule diverse Kenntnisse vermittelten. So lernten die Mädchen Englisch und Französisch und erhielten Klavierunterricht. Eines der Mädchen strebte eine Karriere als Musikerin an. Daneben betätigten sie sich, angespornt durch den sportlichen Vater, im Schwimmen, Tennis, Schlittschuhlaufen und Reiten. Das Skifahren wurde den Mädchen schon in frühem Kindesalter streng verboten, nachdem eine Hauslehrerin sich während der ersten Lektion ein Bein gebrochen hatte. Elvira war ausserdem Pfadfinderin.
Nachdem sie in der Dorfschule Silvaplana nur in romanischer Mundart unterrichtet worden war, kam Osirnig zur Vorbereitung auf die Matura zwei Jahre an die Höhere Töchterschule in Basel. Erst dort lernte sie Schweizerdeutsch und liess sich nach dem Abschluss zur Dolmetscherin ausbilden. Sie erwarb Diplome in Deutsch, Französisch, Italienisch, Spanisch und Englisch.

### Sportkarriere
Durch den Tod ihres Vaters erfuhr ihr Lebensweg eine Zäsur. Anstatt sich einer beruflichen Laufbahn als Dolmetscherin zu widmen, begann sie im Alter von 20 Jahren mit dem Skifahren – möglicherweise, weil es ihr bis dahin immer untersagt worden war, wie sie 60 Jahre später in einem Gespräch bekannt gab. Sie fing damit an, den Sport exzessiv auszuüben und jeden noch so kleinen Schneerest zum Ausflaggen von Slaloms zu nutzen. Hellmut Lantschner und der Studentenweltmeister Robert Vetter wurden auf ihr Talent aufmerksam und begannen sie zu fördern. Mit dem Österreicher und dem Deutschen perfektionierte sie den Parallelschwung und etablierte sich binnen weniger Jahre in der Weltspitze.

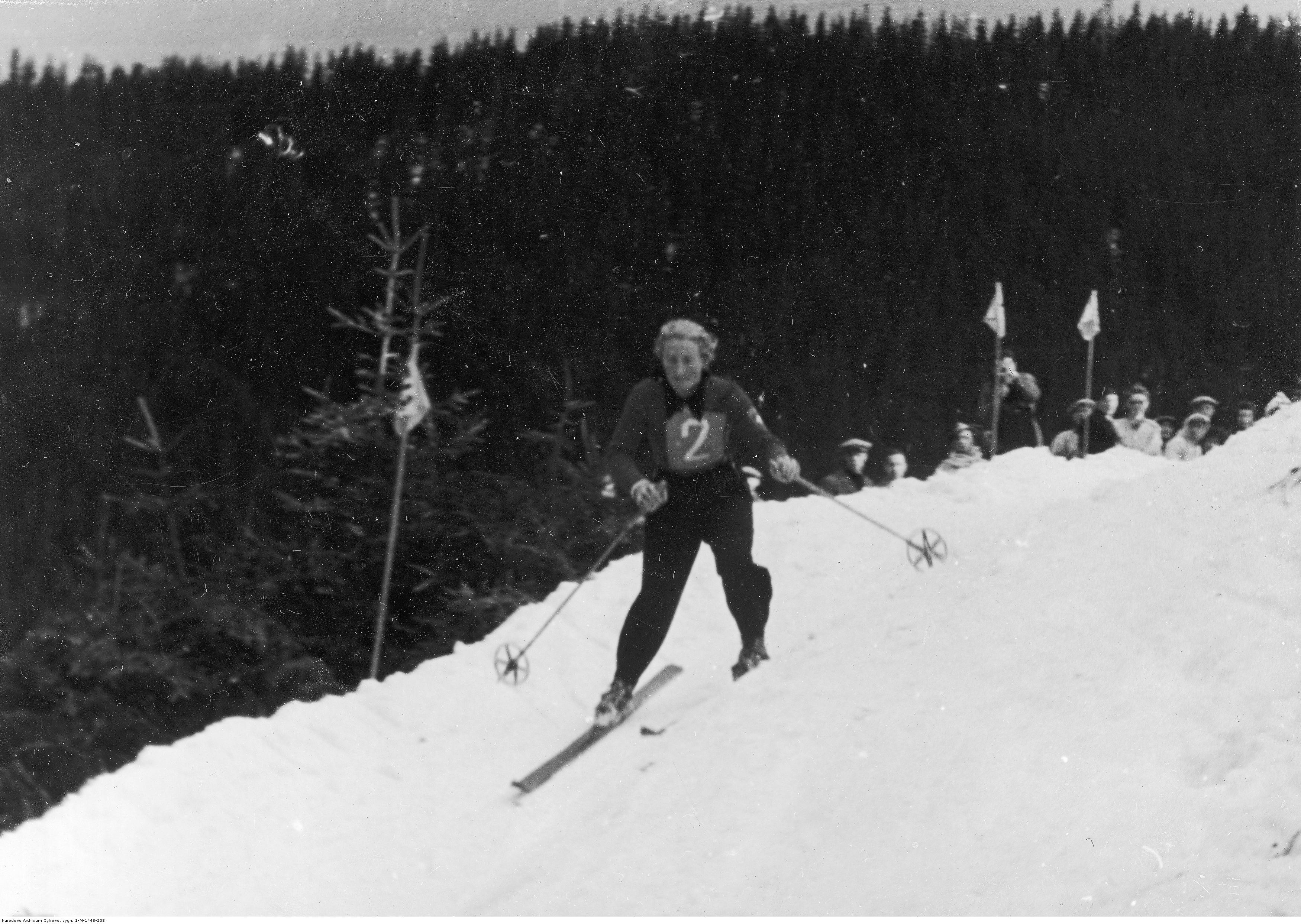
Bei der WM 1939 in Zakopane

Osirnig wurde 1931 erstmals Bündner Meisterin und zwei Jahre später in die Schweizer Nationalmannschaft aufgenommen. Fortan bestritt sie zahlreiche Rennen, oft mehrmals in der Woche, und mass sich mit Landsfrauen wie Anny Rüegg oder Rösli Streiff, der niederländischen Baronin von Schimmelpenninck oder der deutschen Allzeitgrösse Christl Cranz. Im Juli 1934 gewann sie sowohl den Slalom als auch die Kombination aus Abfahrt und Slalom auf dem Jungfraujoch. Bei den Arlberg-Kandahar-Rennen in Mürren wurde sie im März 1935 trotz eines Sturzes im zweiten Lauf noch Dritte im Slalom (sie verlor 25,8 Sekunden auf ihre Teamkollegin Rüegg) und in der Kombination. Die Form ihres Lebens erreichte sie im Winter 1936. Bei den Weltmeisterschaften in Innsbruck gewann sie in Abfahrt und Kombination jeweils hinter der Britin Evelyn Pinching die Silbermedaille. Im Slalom fuhr sie nach Ansicht eines Reporters «zu ängstlich» und belegte letztlich 3,7 Sekunden hinter der Bronzenen Rang vier. Zudem sicherte sie sich wie auch im Folgejahr den Sieg bei ihrem Heimrennen in St. Moritz, wofür sie jeweils die Auszeichnung «Weißes Band von St. Moritz mit Sonne in Gold» erhielt. Für die aus lediglich drei Pflichttoren bestehende Abfahrtsstrecke von der Fuorcla Grischa nach Salet benötigte sie in beiden Jahren eine Zeit von 13:22,0 Minuten. Auf der Marmolata gewann sie einen der ersten Riesenslaloms überhaupt.
Einzig ein Start bei den Olympischen Winterspielen 1936 in Garmisch-Partenkirchen blieb ihr verwehrt. Trotz Nominierung durch den Schweizer Skiverband verweigerte ihr das Internationale Olympische Komitee die Teilnahme an den Spielen, weil sie 1932 das Bündner Skilehrerpatent erworben hatte und damit gegen den Amateurstatus verstiess. Allerdings hatte Osirnig, die dieses Patent als erste Frau der Schweiz erlangt hatte, den Beruf bis dahin nicht ausgeübt. Der Herausgeber des Schneehasen, Walter Amstutz, äusserte sich wenig erfreut über den Ausschluss und die umstrittene Professional-Vorschrift:

«In der Schweizer Mannschaft schied aus übertriebenen Gewissensgründen im Damenteam Fräulein Elvira Osirnig aus, die sicherlich nicht mehr von einem Professional an sich hat wie verschiedene olympische Sieger (…) Wir hätten es begrüßt, wenn der Schweizerische Skiverband den Schneid aufgebracht hätte, die Spiele überhaupt nicht zu beschicken. Ohne die Leistungen der Sieger nicht anerkennen zu wollen, muß trotzdem gesagt werden, daß durch die unfaire Professional-Vorschrift, wenigstens was Abfahrt und Slalom anbelangt, die sportliche Bedeutung der Wettkämpfe stark herabgesetzt wurde.»

Auch bei nationalen Meisterschaften war Elvira Osirnig erfolgreich. So gewann sie insgesamt vier Schweizer Meistertitel, darunter 1937 Abfahrt, Slalom und die Kombination aus beidem. Das gleiche Kunststück war ihr ein Jahr zuvor bereits bei den österreichischen Titelkämpfen in Bad Gastein gelungen. Bei den Weltmeisterschaften 1937 in Chamonix konnte sie nicht mehr ganz an frühere Spitzenresultate anknüpfen und verlor in beiden Spezialdisziplinen viel Zeit auf die überlegene Siegerin Christl Cranz. In der Kombination blieb sie als Vierte dennoch nur knapp hinter den Medaillenrängen zurück. Bei den SDS-Rennen konnte sie sich nach vier dritten Plätzen 1938 mit einem Slalomsieg in die Gewinnerlisten eintragen.
Um 1942 war sie Mitglied im Frauenhilfsdienst (FHD) und wie Rudolf Rominger in St. Moritz als Skitrainerin tätig. Bis 1945 gehörte sie der Schweizer Nationalmannschaft an.

### Späteres Leben
Nach Beendigung ihrer Skikarriere heiratete Osirnig, die Ehe war jedoch nicht von Dauer. Sie zog sich ins Tessin zurück und lebte viele Jahre in einem Haus in Lugano-Castagnola. Auf Anraten eines Arztes begann sie zu arbeiten und liess sich von einer Freundin an das Hotel Carlton in St. Moritz vermitteln, wo sie die folgenden Jahre als Bridge-Hostess verbrachte. Daneben organisierte sie Skirennen und Ausflüge für die Hotelgäste und deren Kinder. In ihrer Freizeit betätigte sie sich weiterhin sportlich, fuhr Ski und spielte Tennis. Anfang der 1970er-Jahre wurde sie bei einem Verkehrsunfall in Lugano schwer verletzt und musste sich mühsam in den Alltag zurückkämpfen. Auch im hohen Alter übte sie ihre Funktion als Bridge-Hostess noch aus und arbeitete 1988 einen Sommer lang im Parkhotel Kurhaus in St. Moritz-Bad.
Sie starb am 7. Februar 2000 einen Monat vor ihrem 92. Geburtstag in Baar.

## Rezeption
Aufgrund ihrer zierlichen Erscheinung – sie wog laut eigenen Angaben nur 43 Kilo – vermochte sie in Flachstücken gegen stattliche Läuferinnen wie eine Christl Cranz nicht viel auszurichten, gehörte aber vor allem im technisch anspruchsvollen Slalom zu den Besten. In der Zeitung L’Impartial wurde sie einmal als «la petite représentante de l’Engadine» («die kleine Vertreterin des Engadins») beschrieben. Ein anderes Blatt nannte sie «la plus blonde et la plus douce» («die Blondeste und Süsseste»), und auch andere optische Merkmale wie ihre rote Häkelmütze und die ersten jemals von einer Rennläuferin getragenen Keilhosen sorgten für Aufmerksamkeit.
Vor allem aber war die Bündnerin eine stilistisch hervorragende Skifahrerin. Ein Kommentator meinte etwa, es gebe wohl keine andere Rennfahrerin, die so «blitzschnell vom Starter wegflitzt, so elegant und behend durch die Tore huscht wie Elvira Osirnig, keine andere Dame, welche so viele Rennen mitmacht und gewinnt wie sie». Othmar Gurtner beschrieb sie im Rahmen der WM 1935 in Mürren als «sehr gut, absolut gleichmäßig» und «für die Schweiz das Näll im Spiel». Ihre Darbietung in der Abfahrt soll neben anderen Athletinnen «besonders vollendet» und ein Bild «absoluter Skibeherrschung und hervorragender Standsicherheit» gewesen sein.
Wie aus einem späteren Bericht hervorgeht, verdankte sie viele ihrer Erfolge dem Credo «Scha tü hest prescha, vo plaun» (Engadinromanisch für «Wenn du schnell unten sein willst, fahre langsam»), womit besonders die Vermeidung von damals noch alltäglichen Stürzen gemeint war. Der «leichte flüssige Stil des Frl. Osirnig» durfte auch in einer Reportage über die Arlberg-Kandahar-Rennen im selben Jahr als Beispiel für eine individuelle, durchbildete Fahrtechnik herhalten.

## Erfolge

### Weltmeisterschaften
- Mürren 1935: 4. Slalom, 6. Kombination
- Innsbruck 1936: 2. Abfahrt, 2. Kombination, 4. Slalom
- Chamonix 1937: 4. Kombination, 6. Abfahrt, 6. Slalom

### Nationale Meisterschaften
- 4 Schweizer Meistertitel (Abfahrt 1937, Slalom 1937 und 1941, Kombination 1937)
- 2 österreichische Meistertitel (Kombination 1936 und 1938)
- 1 französischer Meistertitel (Kombination 1936)

### Weitere Erfolge (Auswahl)
- insgesamt rund 200 Siege und Podestplätze in Bewerbsrennen
  - Weißes Band von St. Moritz mit Sonne in Gold 1936 und 1937
  - 1. Platz Bündner Meisterschaft 1931
  - 1. Platz Slalom und Kombination am Jungfraujoch 1934
  - 1. Platz Parsenn-Derby 1936[16]
  - 1. Platz FIS-Riesenslalom auf der Marmolata 1936
  - 1. Platz SDS-Slalom 1938
  - 3. Platz SDS-Slalom und Kombination 1935 und 1936
  - 3. Platz Arlberg-Kandahar-Slalom in Mürren 1935